# Distributed File System
A Distributed File System (DFS – elosztott fájlrendszer) egy hálózati komponens, amelynek segítségével egyszerűbbé tehető a hálózati megosztások kezelése. Olyan fájlrendszert jelent, amely valamilyen módon több gépről is elérhető. A DFS-t a tartományban lévő felhasználók hálózati erőforrásként érhetik el. Egy jó DFS képes az adat fizikai helyét elrejteni a felhasználók elől. A DFS elvárt sajátossága, hogy legyen hibatűrő, tehát a kiszolgáló meghibásodása esetén biztosítsa a rendszer tovább működését.
A normál windowsos megosztások számos problémáját hivatott megoldani:
- Terjedelmesebb megbízhatóság, nem idéz elő zavart egy gép leállítása
- Nagyobb rendelkezésre állás
- Jobb kihasználtságot, gyorsabb működést biztosít

A DFS csak AD és domain rendszerben működik. A megosztásokat a felhasználók \\domain\dfsroot alakban érik el. A DFS képes egyszerre több fizikai területet társítani egy valóságszerű bejegyzéshez. Ennek segítségével valamint terheléselosztással oldja meg a nagy rendelkezésre állást. A megosztott fájl DFS elérési útja nem függ a fizikai helytől, a DFS kliens képes a megosztásokból egy logikai fastruktúra felépítésére. Így a kliensek a DFS-t szokásos háttértárként használhatják. A kapcsolatrendszerek növekedésével, növekszik a megosztások nevének összetettsége. A DFS hierarchikus felépítésével ezen is segíthet.

## A DFS előnyei
A DFS szolgáltatás a Windows 2000 szerverek részét képezi, azonban alapértelmezett szolgáltatásként nem fut.
A következő előnyökkel jár még a DFS alkalmazása egy Windows hálózati környezetben:
- A kollektív névtér központilag, a DFS kiszolgálón indítható konzolból is.
- A névtér megosztott mappákra jelző alkotórészei, az úgynevezett DFS link-ek több megosztott mappára is mutathatnak. Ilyenkor a kliensgép önműködően kiválasztja azt, hogy melyik megosztást fogja majd használni.
- A DSF link több darabja közül a kliensgép véletlenszerűen dönt, így a megosztott mappák között automatikus terheléselosztás valósul meg.
- A Windows 2000 kliensek a használt replika kiválasztásánál előnyben részesítik azokat, melyek velük közös telephelyen találhatók.
- Az „ügyfélalkalmazás” Windows 98-tól, vagyis Windows NT 4.0 SP3-tól kezdődően minden Windowsnak része, és minden egyéb testreszabás nélkül alkalmazható.
- A replikáknak köszönhetően a DFS névtérben az adatok többszörösen raktározódnak, így a szerkezet hibatűrő marad.
- Ugyanebben az üzemmódban a DFS névtér információi az Active Directory-ban tárolódnak, így maga a névtér is hibatűrő, többszörözhető.

## A DFS szolgáltatás üzemmódjai
Az elosztott fájlrendszer-szolgáltatást két különböző üzemmódban indíthatjuk el:
- Stand-Alone DFS (önálló DFS kiszolgáló): Ilyenkor a DFS szolgáltatás a névtér információit a DFS kiszolgáló regisztrációs adatbázisában tárolja.
- Domain DFS (tartományi DFS kiszolgáló): Ilyenkor a DFS szolgáltatás adatai értelemszerűen az Active Directory-ban találhatók.

Üzemmódtól függetlenül előírás, hogy egy kiszolgálón csak egy DFS gyökér lehet, viszont a tartományon belül több DFS gyökeret is megvalósíthatunk. A kétféle DFS szolgáltatás nagyon jól megfér egymás mellett, és ezeket lehet kombinálni is.

## További információ
- dsf bme projekt